# Клан О'Браєн

Герб вождів клану О'Браєн.

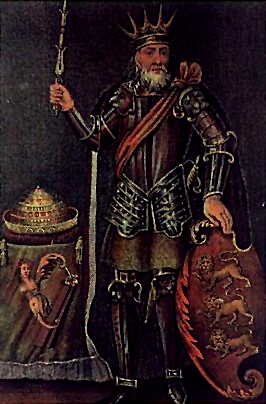
Бріан Бору - верховний король Ірландії.

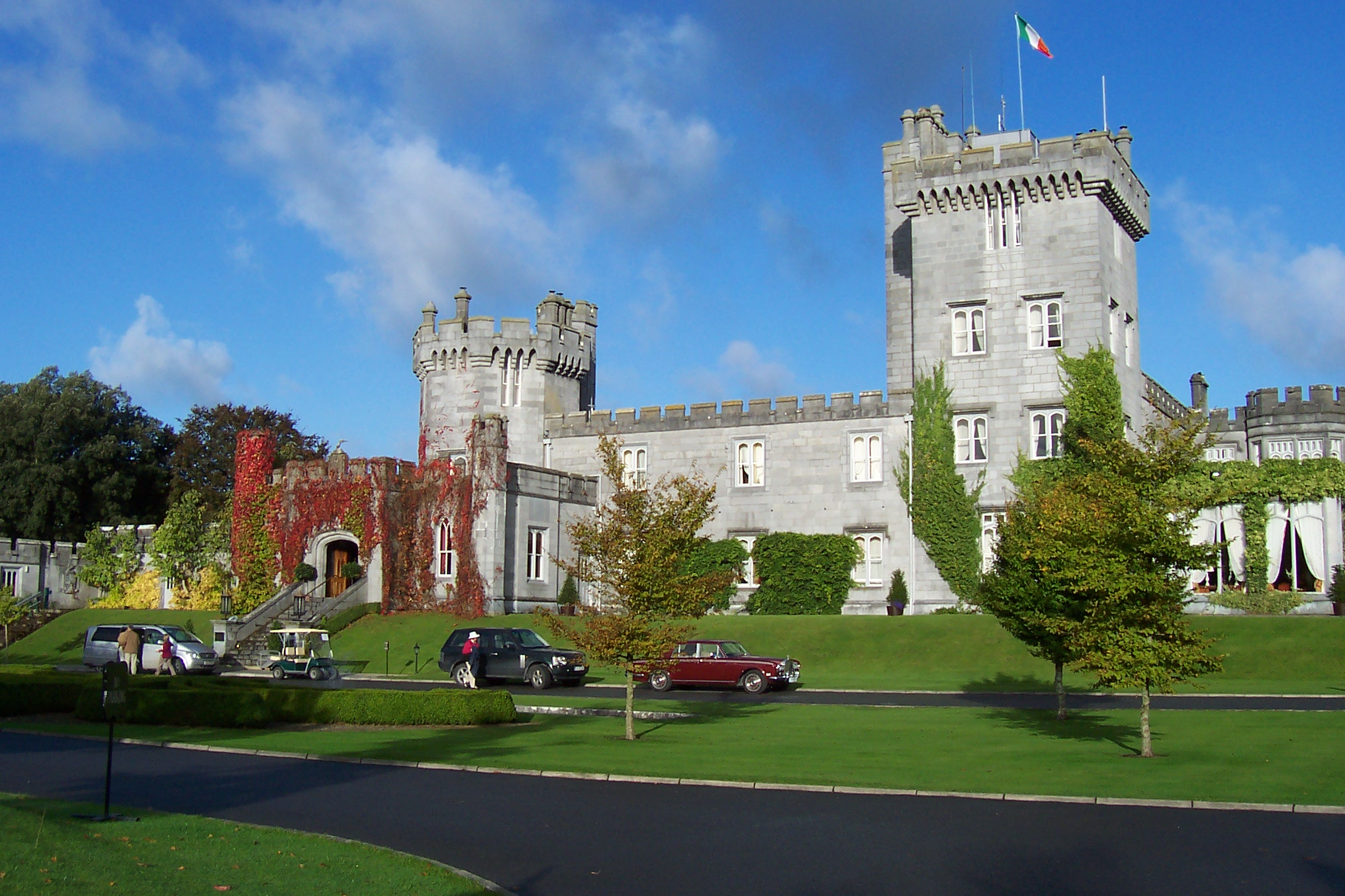
Замок Дромоленд.

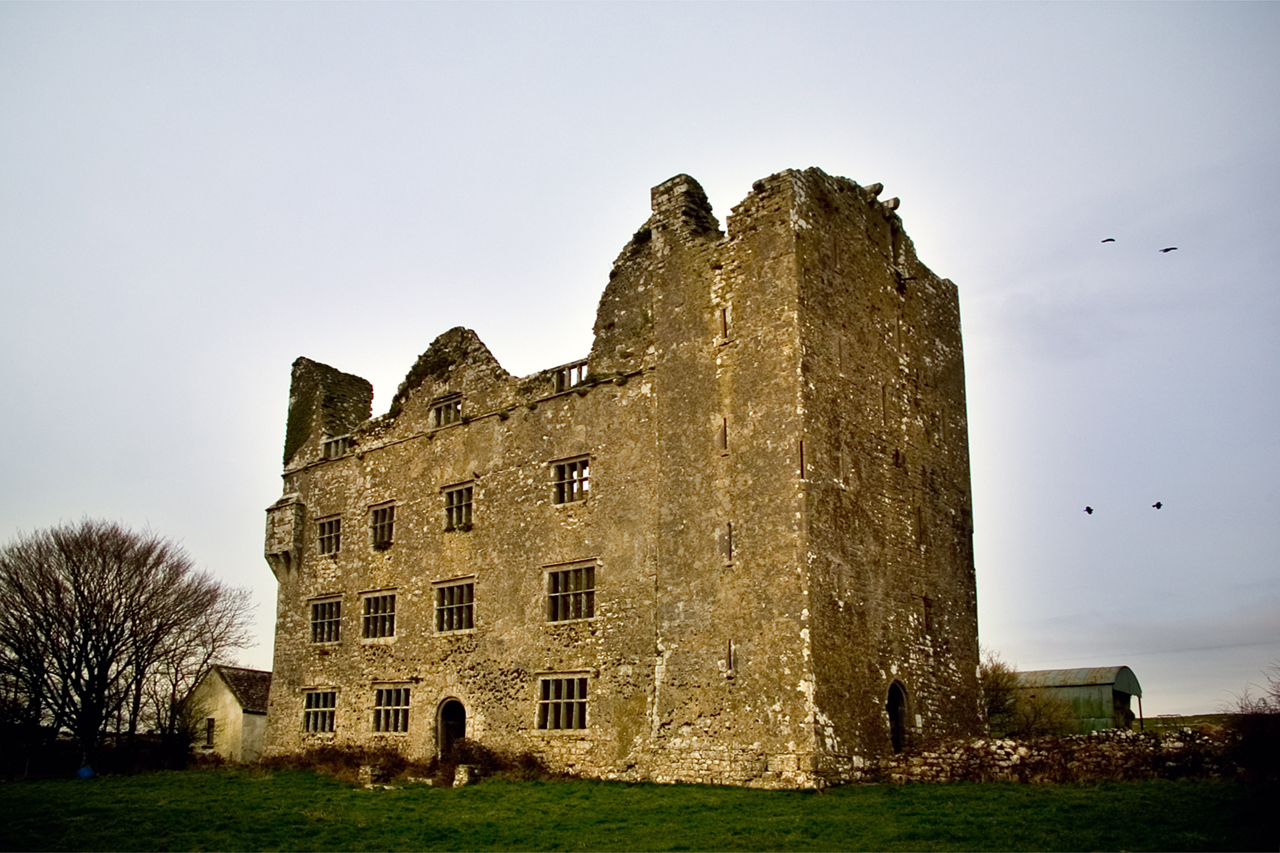
Замок Ліманех.

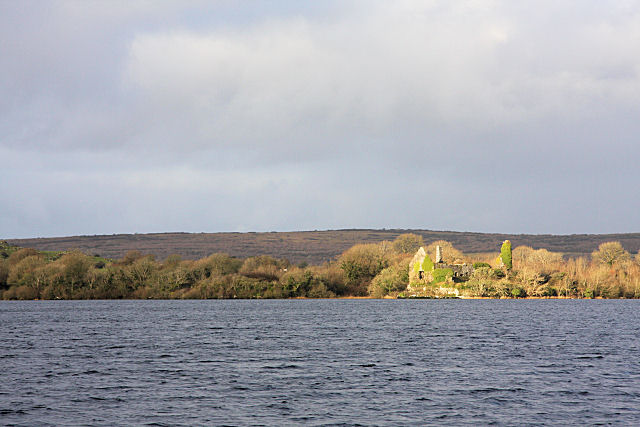
Замок Інчиквін на берегах озера Лох-Інчиквін.

Клан О’Браєн (ірл. Clan O'Brien, Ó Briain, Mac Brien, Bryan, O’ Bryan, Ua Briain) – клан Браєн, О’Бріайн, Браян, О'Браян, МакБраєн, Бріайн, Ва Бріайн, Ва Брянь – один з ірландських кланів. Існує велика кількість варіантів назви клану та прізвищ, що виникли у цьому клані. Клан виник, як септа клану Дал г-Кайс, як королівська династія – нащадки верховного короля Ірландії Бріана Бору. 

## Титули вождів клану  О’Браєн
- Король Манстера
- Король Кашеля
- Верховний король Ірландії (ірл. Ard Rí na hÉireann)
- Король Лімеріка
- Король Дубліна
- Король Манн
- Король Островів
- Король Вотерфорду
- Король Томонду
- Граф Томонд
- Граф Інхіквін
- Маркіз Томонд
- Віконт Клер
- Барон Інхіквін
- Граф Монктон
- Маркіз Сент-Джон

Засновник клану: Бріан Бору (941 – 1014) – Верховний король Ірландії
Останній король з клану: Мурроу О’Браєн (ірл. - Murrough O'Brien) – король Томонда
Нинішній вождь клану: Конор О’Браєн (ірл. - Conor O'Brien) – принц Томонд, XVIII барон Інхіквін. 

## Походження назви і клану О’Браєн
Назва О’Браєн, О’Бріайн означає «онуки Бріана». Бріан – це давнє ірландське ім’я, імовірно, кельтського походження. Що означає саме ім'я не зовсім зрозуміло. Є версія, що слово бріан походить від кельтського bran – бран - «ворона». Є версія, що слово бріан походить від кельтського bre- - бре- - «пагорб» або «високе місце». Тобто Бріан – високий, видатний. Так чи інакше, але назва клану в середньовічній Ірландії означало виключно «нащадки Бріана Бору» - верховного короля Ірландії, що об’єднав Ірландію у 1002 році і загинув під час битви з вікінгами під Клонтарфом у 1024 році. Сам Бріан Бору походив з маловідомої до того септи Ві Тойрделбайх (ірл. - Ui Toirdealbhaigh) клану Дал г-Кайс, що володіли землями в нинішніх графствах Лімерік та Клер. Клан О’Браєн пов'язаний з містом Кіллало, де Бріан Бору мав замок Кінкора (ірл. – Kincora) або Кенн Корад (ірл. - Ceann Cora'dh). Бріан Бору був онуком Лоркана (ірл. – Lorcan) та сином Мак Кіннейде (ірл. – MacCinneide) або Кеннеді (ірл. – Kennedy) та його дружини Беббін (ірл. – Bebinn). Їх замок стояв біля гори Сліве Бера (ірл. - Slieve Beragh), де жив дух-берегиня їхнього туата (племені) – банші Арвал (ірл. - banshee Arval) (жіночої статі). Поруч була річка Шеннон та озеро Лох-Дерг. Бріан Бору здобув освіту в монастирі Клонмакнойс і був коронований у замку на горі Кашел – Горі Королів.    
Традиційне місце інавгурації вождів клану О’Браєн було біля селища Квін в місцевості під назвою Маг Адайр (ірл. - Magh Adhair). Нині ще лишився курган на цьому місці.  

## Історія клану О’Браєн
У 976 році Бріан Бору став вождем клану Дал г-Кайс. Потім Бріан Бору переміг і вбив короля династії Еогнахта – короля Манстеру і став королем Манстеру (Муму). Потім він почав війну проти королівств Коннахт, Міде, Брейфне, Ленстер (Лагін). Йому вдалося підкорити всі королівства Ірландії і він став Верховним королем Ірландії, започаткував нову династію та клан - О’Браєн. Тільки вікінги, що захопили частину Ірландії і заснували свої королівства, такі як королівство Дублін і ще окремі клани Ленстеру та деякі гілки О’Нейллів не визнавали його владу. Але він зумів зібрати армію і розбити вікінгів і їх союзників у битві під Клонтарфом. Але в цій битві він загинув сам і тому Ірландії не судилося стати міцним об’єднаним королівством. Нащадки Бріана Бору втратили корону верховних королів Ірландії (хоча постійно претендували на неї) і продовжили правити в королівстві Манстер в XI – XII століттях. Першим, хто використав назву клану О’Браєн був Доно Кайбре О’Браєн (ірл. - Donogh Cairbre O'Brien) – син короля Манстера – Донал Мор. Його нащадки розділились на низку гілок та септ: О’Браєн Ахерлоу, О’Браєн Вотерфорд, О’Браєн Арра в північному Тіперері, О’Браєн Лімерік. Поступово королівство Манстер занепадало і зменшувалось в розмірі до королівства Томонд, що існувало ще майже 500 років. Ім’я Бріана збереглося в назві баронства Пабблебріан (ірл. – Pubblebrien). 
Між 1206 і 1216 роками Донхада Кайрбрех О’Браєн (ірл. -  Donnchadha Cairbreach) заснував свою столицю Енніс - тепер головне місто графства Клер. У 1247 він же дав притулок бродячим ченцям, і вони збудували величне і прекрасне абатство Енніс – нині руїни. 
Після Бріана Бору ще чотири королі з клану О’Браєн правили в королівстві Манстер, ще два стали верховними королями Ірландії (хоча і не повністю контролювали Ірландію і не всі їх визнавали верховними королями). Після того, як королівств Манстер (Муму) розпалося на королівство Томонд, де продовжував правити клан О’Браєн і королівство Десмонд, де правив клан МакКарті, після короля Тайррделбаха Ва Конхобайра (ірл. - Tairrdelbach Ua Conchobair), що правив у XII столітті династія королів з клану О’Браєн династія мала тридцять королів королівства Томонд до 1542 року. У XIII столітті клан О’Браєн воював з англо-норманськими завойовниками, яких в цій частині Ірландії очолювали графи Де Клер, що намагалися захопити королівство Томонд. Останній королем Томонду з клану О’Браєн був Мурроу О’Бріайн (ірл. - Murrough Ó Briain), що визнав владу короля Англії Генріха VIII. Він став графом Томонд, його королівство перетворилося на графство. Сьогодні вождь клану О’Браєн носить титули принц Томонд і барон Інхіквін.     
Протягом всього середньовіччя, коли клан О’Браєн правив у королівствах Ірландії посада вождя клану (а значить і короля) визначалася ірландськими законами таністрі (ірл. – tanistry), а не правом первородства і старшого сина, як це було прийнято серед королів Європи. Титул вождя клану і короля успадковував не син, а найбільш гідний кандидат з чоловіків клану з родичів померлого вождя і короля. Це призводило до чвар і ворожнечі з трагічними наслідками в середині клану. З 1542 року, коли останній король Томонду зрікся престолу, графи Томонд і клан О’Браєн прийняв первородство успадкування титулів та посади вождя клану. 
Після остаточного завоювання Ірландії Англією клан О’Браєн продовжував відігравати значну роль в історії Ірландії. З кланом О’Браєн пов'язана постать Майре (Марії) Руа Мак Магон (ірл. - Maire Rua MacMahon). Вона спочатку вийшла заміж за Нейлона Дайзерта О’Ді, а після його смерті одружилася з Конором О’Браєном, якого вбили в 1651 році під час громадянської війни на Британських островах.  Майре Руа МакМанох ввійшла в історію та легенди як жінка великої мужності, нескореності і твердої волі. Як кажуть легенди вона вішала своїх ворогів і непокірних слуг на кронштейнах свого замку, причому чоловіків вішала за шию, а жінок за волосся. Вона завжди їздила на чорному коні з шаленою швидкістю. Щоб позбутися надокучливих женихів, вона примушувала їх скакати верхи на цьому баскому коні над скелями. Кінь раптово зупинявся і скидав вершника зі скелі. Про неї склало чимало легенд. вона супроводжувала свого чоловіка в рейдах на землі англійських колоністів. Кажуть, що в неї було руде волосся, що вона мала 25 чоловіків і в кожного з них життя обірвалось трагічно, а майно цих чоловіків вона привласнювала собі. Вона разом з чоловіком Конором О’Браєном – з єдиним її чоловіком якого вона любила підтримала повстання за незалежність Ірландії. І коли її чоловік був вбитий під час сутички з англійською армією Ладлоу в 1651 році, вона відмовилась відкрити ворота замку, щоб отримати тіло чоловіка, заявивши: «Ми не потребуємо в замку мертвих!» Але коли виявила, що він живий, впустила людей, що занесли його до замку, хоча була небезпека, що одночасно в замок вдереться ворог, і доглядала за пораненим чоловіком, аж доки він не помер через лічені години. Ладлоу стояв під замком ще кілька діб, але погода була жахлива, і він повернувся в Лімерік. Майре ні Магон змушена була терміново вийти заміж за якогось Купера, щоб зберегти спадщину вождів клану О’Браєн для свого неповнолітнього сина, що потім став сером Донатом О’Браєн – предком подальших лордів Інхіквін. Кажуть, що з Купером вона посварилась одного ранку - він сказав щось нехороше про її колишнього чоловіка, і вона вбила його ударом кинджала в живіт коли він голився. І сказала при цьому: "Ніхто не має права висловлювати неповагу до мого коханого Конора!" Її привид досі періодично з’являється в замках графства Клер та в будинку Карнеллі. Відвідайте цей будинок у темну вітряну ніч, якщо у вас вистачить на це сміливості. Розповідають, що коли вона померла, то її тіло поховали в дуплі дерева, а її привид часто бачили в різних місцинах графства Клер, особливо біля мегалітичних споруд та вівтарів друїдів. Сер Донат О’Браєн прикрасив замок Ліманех парком та садами, створив біля замку тінисті алеї. Але переселився в замок Дромоленд, де він і помер в 1717 році. Замок прийшов до занепаду і поступово перетворювався на руїну. Елементи замку були використані для інших споруд, зокрема для будівлі «Старий Гранд готель Енніс».

## Замки клану О'Браєн
- Замок Інчіквін
- Замок Ліманех
- Замок Дромоленд
- Замок Бостон
- Замок Бунратті

## Королі і королеви Манстера, Дубліна, верховні королі Ірландії з клану О'Браєн
- Доннхад мак Бріайн (ірл. - Donnchad mac Briain) – король Манстера
- Тадк мак Бріайн (ірл. - Tadc mac Briain) – вбитий Доннхадом у 1023 році.
- Торделбах Ва Бріайн (ірл. - Toirdelbach Ua Briain) – король Манстера, верховний король Ірландії.
- Муйрхертах Ва Бріайн (ірл. - Muirchertach Ua Briain) - король Манстера, верховний король Ірландії.
- Домналл Геррлавах (ірл. - Domnall Gerrlámhach) – король Дубліна.
- Конхобар Ва Бріайн (ірл. - Conchobar Ua Briain) – король Дубліна.
- Діармайт Ва Бріайн (ірл. - Diarmait Ua Briain) – король Манстера.
- Бйядмунйо Мірйяртаксдоттір (норв. - Bjaðmunjo Mýrjartaksdóttir) – королева Дубліна, дочка Муйрхертаха Ва Бріайна, дружина Сігурдра (норв. - Sigurðr) – сина Магнуса Берфеттра, короля Норвегії.

## Графи Томонд
- Мурроу О’Браєн (ірл. - Murrough  O'Brien) – І граф Томонд.
- Коннор О’Браєн (ірл. - Connor O'Brien) – III граф Томонд.
- Доно О’Браєн (ірл. - Donogh O'Brien) – IV граф Томонд.
- Барнабас О’Браєн (ірл. - Barnabas O'Brien) – VI граф Томонд.

## Графи Інхіквін
- Мурроу О’Браєн (ірл. - Murrough O'Brien) – І граф Інхіквін
- Вільям О’Браєн (ірл. - William O'Brien) - IV граф Інхіквін

## Маркізи Томонд
- Мурроу О’Браєн (ірл. - Murrough O'Brien) – І Маркіз Томонд.
- Джеймс О’Браєн (ірл. - James O'Brien) – III маркіз Томонд.

## Віконти Клер
- Даніел О’Браєн (ірл. - Daniel O'Brien) – І віконт Кларе.
- Даніел О’Браєн (ірл. - Daniel O'Brien) – III віконт Кларе.

## Септа Мак Тадг з Аранн
- Махон мак Турлу Мантах О’Браєн (ірл. - Mahon mac Turlough Mantach Ó Briain)
- Мурроу мак Тойрлделбах О’Браєн (ірл. - Murrough mac Toirdelbach Ó Briain)

## Відомі і видатні люди з клану О’Браєн
- О’Браєн, Алекс (нар. 1970) — американський тенісист.
- О’Браєн, Даніель (нар. 1990) — австралійська фігуристка.
- О’Браєн, Ділан (нар. 1991) — американський актор, музика.
- О’Браєн, Джеймс (1842 — 1930) — британський ботанік
- О'Браєн, Джек (нар. 1939) — американський режисер, продюсер, письменник, поет.
- О’Браєн, Джон (1960—1994) — американський письменник.
- О’Браєн, Джон Патрік (род. 1977) — американський футболіст.
- О'Браєн, Джордж (1899 — 1985) — американський актор.
- О’Браєн, Кіт Майкл Патрік (род. 1938) — шотландський кардинал.
- О’Браєн, Конан (род. 1963) — американський комік.
- О’Браєн, Конор Круз (1917 — 2008) — ірландський політик, вчений, письменник.
- О’Браєн, Кеті (нар. 1986) — британська тенісистка.
- О’Браєн, Лоуренс Френсіс (1917—1990) — політичний діяч.
- О’Браєн, Майк — програміст.
- О’Браєн, Маргарет (нар. 1937) — американська актриса.
- О’Браєн, Мерайя (род. 1971) — американська актриса.
- О’Браєн, Патрік (1847 — 1917) — ірландський політик.
- О’Браєн, Перрі (1932 — 2007) — американський спортсмен, чемпіон.
- О’Браєн, Пет (нар. 1968) — американський музика.
- О’Браєн, Соледад (нар. 1966) — американська телеведуча.
- О’Браєн, Спенсер (нар. 1988) — канадська сноубордистка.
- О’Браєн, Тімоти Вільям (нар. 1946) — американський письменник.
- О’Браєн, Тіна (нар. 1983) — англійська актриса.
- О'Браєн, Вільям (1852 — 1928) — ірландський журналіст і політик-націоналіст.
- О'Браєн, Вільям Сміт (1803 — 1864) — ірландський керівник повстання в Тіперері (1848 рік).
- О’Браєн, Фергал (нар. 1972) — ірландський гравець в снукер.
- О'Браєн, Фітц Джеймс (1828 — 1862) — ірландський та американський письменник.
- О’Браєн, Ед (нар. 1968) — британський музика, гітарист.
- О’Браєн, Едвард Джозеф Гаррінгтон (1890 — 1941) — американський письменник,  поет, редактор та укладач антологій з творів англійської та американської літератури.
- О’Браєн, Едвін Фредерік (нар. 1939) — американський кардинал римо-католицької церкви.
- О’Браєн, Едмонд (1915 — 1985) — американський актор.
- О'Браєн, Една (нар. 1930) — ірландська письменниця.
- О’Браєн, Енді (род. 1979) — ірландський футболіст.